# Dni wolne od pracy

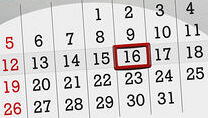
Dni wolne od pracy zaznaczone w kalendarzu czerwonym kolorem

Dni wolne od pracy – określone kalendarzowo dni wolne od świadczenia pracy przez pracowników, które mogą być przeznaczone na odpoczynek lub załatwienie prywatnych spraw. Zbieg jednego dnia lub więcej dni wolnych od pracy z sobotą i niedzielą najczęściej czyni z tych dni długi weekend.
Dni wolne od pracy mogą być wolne ustawowo, tj. na podstawie przepisów powszechnie obowiązujących ustaw lub układów zbiorowych, lub wynikać z przyjętego u pracodawcy rozkładu czasu pracy (np. soboty). Ponadto, pracodawca może ustanowić dodatkowe dni wolne od pracy, jeżeli z zachowaniem norm czasu pracy pracownicy odpracują wolne w inny dzień. Pozostałe dni nieobecności w pracy (urlopy, choroby i inne usprawiedliwione niestawiennictwa w pracy, jak też nieobecności zawinione przez pracownika) – są wolne od pracy tylko dla konkretnej osoby.